# Brandon Routh
Brandon James Routh (Des Moines, 9 ottobre 1979) è un attore e doppiatore statunitense.

Firma di Brandon Routh

È noto per aver interpretato il ruolo di Clark Kent / Superman nel film Superman Returns (2006); di Dylan Dog nell'omonimo film del 2011; di Ray Palmer / The Atom nelle serie dell'Arrowverse.
L'interpretazione di Superman gli è valsa numerosi premi e candidature, tra cui: un Academy of Science Fiction, Fantasy and Horror Films nel 2007 in qualità di miglior attore; un Empire Awards nel 2007 in qualità di miglior debutto maschile; uno Scream Award nel 2006 in qualità di Best Superhero.

## Biografia
Brandon Routh nasce a Des Moines, nell'Iowa, il 9 ottobre 1979, terzo dei quattro figli di Kate, insegnante, e Don Routh, carpentiere. Inizia ad appassionarsi alla recitazione fin da piccolo per poi consolidarsi negli anni del liceo. Dopo gli studi all'università dell'Iowa, si trasferisce a Los Angeles in cerca di fortuna. Inizia a lavorare come modello, dando il via ad una gavetta che lo porta a comparire il piccoli ruoli in serie televisive come Una mamma per amica, Cold Case - Delitti irrisolti, Will & Grace, nella soap opera Una vita da vivere. Inoltre appare nel videoclip di Christina Aguilera, What a Girl Wants.
Debutta al cinema nel 2006 nel film Karla. In seguito, dopo aver prevalso su attori come Josh Hartnett, Brendan Fraser, Paul Walker e Ashton Kutcher, ottiene il ruolo di Superman nel nuovo capitolo cinematografico delle avventure dell'Uomo d'Acciaio in Superman Returns. È stato scelto da Bryan Singer, regista del film, grazie alla sua somiglianza con Clark Kent, ma soprattutto per la sua somiglianza con Christopher Reeve. Riprenderà nuovamente il personaggio di Clark Kent / Superman di Terra-96 nel 2019 nell'episodio Crisi sulle Terre infinite - III Parte di The Flash, parte del  crossover Crisi sulle terre infinite che coinvolge tutte le serie dell'Arrowverse. Nel 2008 viene scelto per interpretare Dylan Dog, nell'adattamento cinematografico del fumetto italiano.
Nel 2010 prende parte alla terza stagione della serie televisiva Chuck, nel ruolo di Daniel Shaw. Dal 2014 interpreta Ray Palmer, divenuto il supereroe The Atom, nell'Arrowverse, divenendo uno dei protagonisti principali del franchise. Compare infatti nelle serie televisive live action: Arrow (2014-2020); The Flash (2015-2021); Legends of Tomorrow (2016-2021); Supergirl (2019); Batwoman (2019); nei due cortometraggi Superhero Fight Club (2015) e Superhero Fight Club 2.0 (2016). Presta inoltre la voce al personaggio nella serie animata Vixen (2016), nel film d'animazione Vixen (2017) e nel videogioco LEGO DC Super-Villains (2018).
Nel 2021 compare in un ruolo ricorrente in cinque episodi della terza stagione della serie televisiva The Rookie, nei panni di Doug Stanton, un istruttore di polizia razzista.

## Vita privata
Routh è stato a lungo legato alla collega Courtney Ford. Fidanzata dal 23 agosto 2006, la coppia è convolata a nozze il 24 novembre 2007 a El Capitan Ranch di Santa Barbara, in California. Il 10 agosto 2012 è nato il loro primogenito Leo James. L'8 gennaio 2025 Ford presenta istanza di divorzio adducendo come motivazione "divergenze incociliabili": a fine mese Routh e Ford raggiungono un accordo di divorzio presentando i documenti in tribunale.
Routh è un lontano parente del presidente statunitense Franklin Delano Roosevelt.

## Filmografia

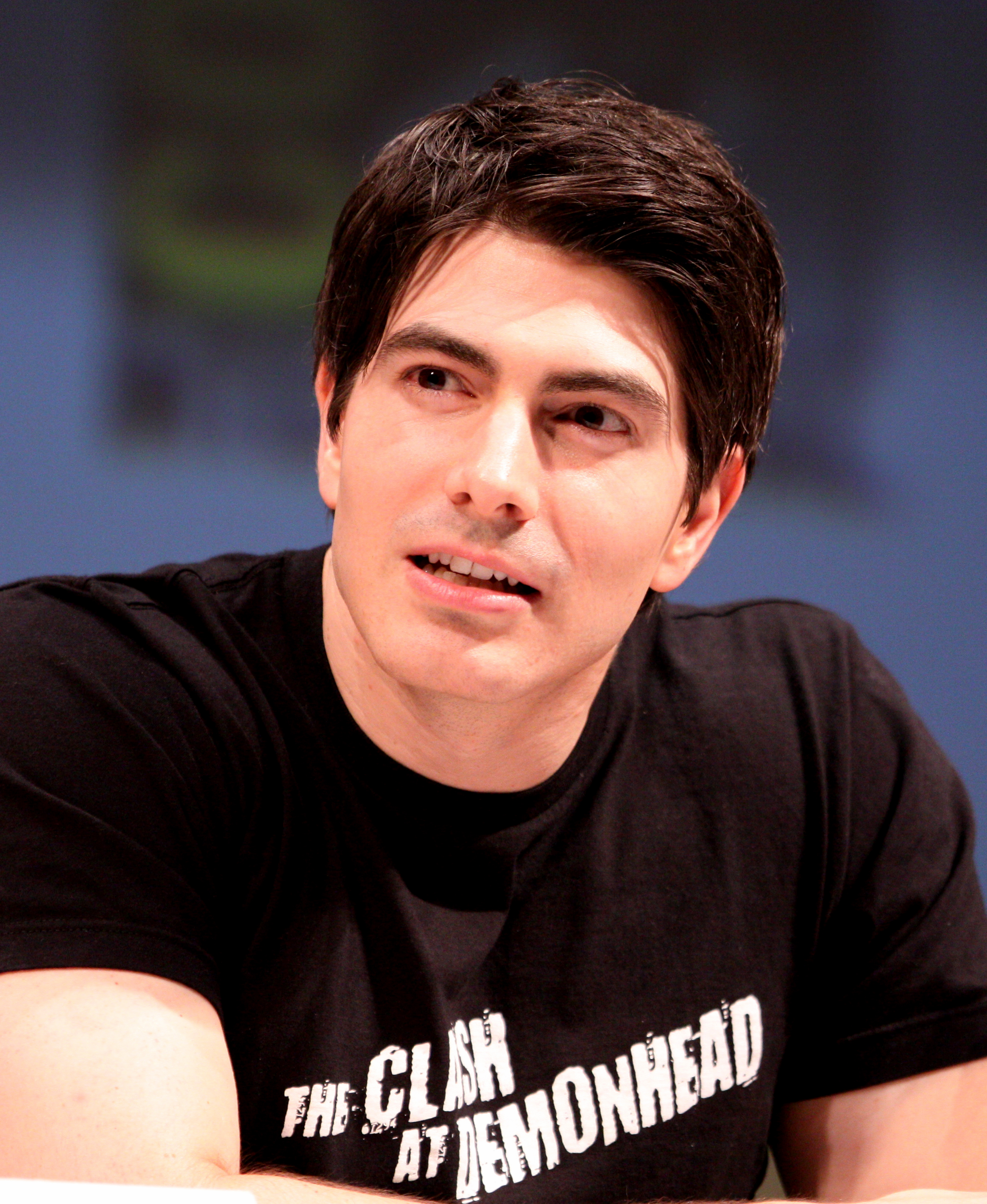
Brandon Routh al ComicCon di San Diego nel 2010

### Attore

#### Cinema
- Karla, regia di Joel Bender (2006)
- Denial, regia di Joel Kelly - cortometraggio (2006)
- Superman Returns, regia di Bryan Singer (2006) - Clark Kent / Superman
- Zack & Miri - Amore a... primo sesso (Zack and Miri Make a Porno), regia di Kevin Smith (2008)
- Lie to Me, regia di John Stewart Muller (2008)
- Tre, numero perfetto (Table for Three), regia di Michael Samonek (2009)
- Life Is Hot in Cracktown, regia di Buddy Giovinazzo (2009)
- Kambakkht Ishq, regia di Sabir Khan (2009)
- Stuntmen, regia di Eric Amadio (2009)
- Twilight Cycles, regia di Oz Rodriguez e Matt Villines - cortometraggio direct-to-video (2009)
- Unthinkable, regia di Gregor Jordan (2010)
- Miss Nobody, regia di Tim Cox (2010)
- Scott Pilgrim vs. the World, regia di Edgar Wright (2010)
- Dylan Dog - Il film (Dylan Dog: Dead of Night), regia di Kevin Munroe (2010)
- The Last Pizza Commercial, regia di Chris McKay - cortometraggio (2011)
- Cost of Living, regia di BenDavid Grabinski - cortometraggio (2011)
- Number Nine, regia di Joel Kelly - cortometraggio (2011)
- Crooked Arrows, regia di Steve Rash (2012)
- Missing William, regia di Kenn MacRae (2014)
- 400 giorni (400 Days), regia di Matt Osterman (2015)
- Lost in the Pacific (Zhēngfā Tàipíng Yáng), regia di Vincent Zhou (2016)
- Superhero Fight Club 2.0 - cortometraggio direct-to-video (2016) - Ray Palmer / The Atom
- Anastasia (Anastasia: Once Upon a Time), regia di Blake Harris (2020)
- The Redeemer, regia di Myles Clohessy (2022)
- Ick, regia di Joseph Kahn (2024)
- Lost Odyssey: Godfall, regia di Holly Pearson, Douglisio Rudolpho Dimuccio e Rob D Miller (2025)

#### Televisione
- Old Man Out – serie TV, episodio 1x05 (1999)
- Undressed – serie TV, 4 episodi (2000)
- Una mamma per amica (Gilmore Girls) – serie TV, episodio 1x13 (2001)
- Una vita da vivere (One Life to Live) – soap opera, 2 puntate (2001-2002)
- Cold Case - Delitti irrisolti (Cold Case) – serie TV, episodio 1x07 (2003)
- Will & Grace – serie TV, episodio 6x12 (2004)
- Oliver Beene – serie TV, episodio 2x01 (2004)
- Awesometown, regia di Andy Samberg, Akiva Schaffer e Jorma Taccone – cortometraggio TV (2005)
- Fear Itself – serie TV, episodio 1x07 (2008)
- In Security, regia di Peter Segal – film TV (2010)
- Chuck – serie TV, 12 episodi (2010-2011)
- Partners – serie TV, 13 episodi (2012-2013)
- Newsreaders – serie TV, episodio 1x02 (2013)
- The Daly Show – serie TV, episodio 3x01 (2013)
- Chosen – serie TV, 6 episodi (2013-2014)
- The Millers – serie TV, episodio 1x14 (2014)
- Enlisted – serie TV, episodio 1x04-1x12 (2014)
- The Exes – serie TV, episodi 3x15-4x01 (2014)
- Le nove vite del Natale (The Nine Lives of Christmas), regia di Mark Jean – film TV (2014)
- Arrow – serie TV, 21 episodi (2014-2020) - Ray Palmer / The Atom
- Impress Me – serie TV, episodio 1x05 (2015)
- Superhero Fight Club – cortometraggio TV (2015) - Ray Palmer / The Atom
- Broken People, regia di Adam Newacheck – miniserie TV, puntate 1-3 (2015)
- The Flash – serie TV, 5 episodi (2015-2021) - Ray Palmer / The Atom, Clark Kent / Superman
- Lady Dynaminte – serie TV, episodio 1x04 (2016)
- Legends of Tomorrow – serie TV, 76 episodi (2016-2021) - Ray Palmer / The Atom
- Black-ish – serie TV, episodio 5x22 (2019)
- Hai paura del buio? (Are You Afraid of the Dark?) – serie TV, episodio 1x22 (2019)
- Supergirl – serie TV, episodio 5x09 (2019) - Ray Palmer / The Atom
- Batwoman – serie TV, episodio 1x09 (2019) - Clark Kent, Ray Palmer / The Atom
- Home Movie: The Princess Bride, regia di Jason Reitman – miniserie TV, puntata 6 (2020)
- The Rookie – serie TV, 5 episodi (2021)
- Nove cuccioli sotto l'albero (The Nine Kittens of Christmas), regia di David Winning – film TV (2021)
- With Love – serie TV, episodi 1x02-1x03 (2021)
- Quantum Leap – serie TV, episodio 1x14 (2023)

#### Videoclip
- Christina Aguilera What a Girl Wants, regia di Diane Martel (1999)
- The Clash at Demonhead Black Sheep (2010)
- Sugarland feat. Taylor Swift Babe, regia di Anthony Mandler (2018)

### Doppiatore

#### Cinema
- Vixen, regia di Curt Geda e James Tucker – direct-to-video (2017) - Ray Palmer / The Atom

#### Televisione
- The Batman – serie animata, episodio 4x04 (2002)
- Vixen – serie animata, episodi 2x04-2x05-2x06 (2016)
- Scott Pilgrim - La serie (Scott Pilgrim Takes Off) – serie animata, 8 episodi (2023)

#### Videogiochi
- Superman Returns, regia di Bryan Singer (2006) - Clark Kent / Superman
- Call of Duty: Ghosts, regia di Jake Rowell e Sylvain Doreau (2013)
- LEGO DC Super-Villains, regia di Andrew Holt, Arthur Parsons e Stephen Sharples (2018) - Shazam, Ray Palmer / The Atom
- Magic: The Gathering Arena, regia di Tim Turner (2018)

### Produttore
- Lie to Me, regia di John Stewart Muller (2008)

## Riconoscimenti
- Academy of Science Fiction, Fantasy and Horror Films
  - 2006 - Rising Star Award
  - 2007 - Miglior attore per Superman Returns
- Empire Awards
  - 2007 - Miglior debutto maschile per Superman Returns
- Golden Schmoes Awards
  - 2006 - Candidatura alla miglior interpretazione dell'anno per Superman Returns
- IGN Summer Movie Awards
  - 2010 - Best TV Villain per The Bleeder - La storia del vero Rocky Balboa
- Scream Award
  - 2006 - Best Superhero per Superman Returns
  - 2006 - Candidatura alla Breakout Performance per Superman Returns
  - 2011 - Candidatura al Best Villain per Scott Pilgrim vs. the World (condiviso con altri)
- ShoWest Convention
  - 2006 - Male Star of Tomorrow
- Teen Choice Awards
  - 2006 - Candidatura al Movies - Choice Breakout (Male) per Superman Returns
  - 2006 - Candidatura al Movie - Choice Rumble per Superman Returns
  - 2006 - Candidatura al Movies - Choice Chemistry per Superman Returns
  - 2019 - Candidatura al miglior attore in una serie TV d'azione per Legends of Tomorrow

## Doppiatori italiani
Nelle versioni in italiano dei suoi film, è stato doppiato da:
- Marco Vivio in Arrow, The Flash, 400 giorni, Supergirl, Legends of Tomorrow, Batwoman
- Simone D'Andrea in Superman Returns, Dylan Dog - Il film, Zack & Miri - Amore a... primo sesso
- Fabio Boccanera in Ghost Whisperer, Chuck
- Edoardo Stoppacciaro in Fear Itself
- Renato Novara in Unthinkable
- Andrea Mete in Scott Pilgrim vs. the World
- David Chevalier in Crooked Arrows
- Stefano Crescentini in With You
- Giorgio Perno in The Rookie

Da doppiatore è sostituito da:
- Andrea Mete in Scott Pilgrim - La serie